# Гефестина
Гефестина (др.-греч. Ἡφαιστίνη) — в древнегреческой мифологии одна из жён царя Египта, брата-близнеца Даная.
Отец поселил Египта в Аравии. Завоевав землю меламподов, он назвал её Египтом и стал царём. Согласно Псевдо-Аполлодору
Гефестина стала матерью 5 его сыновей, среди которых были Гиппокорист, Даифрон, Арбелус, Пандион и Гипербиус, внуков египетского царя Бела и Анхинои, дочери речного бога Нила. По деду они были правнуками Эпафа, сына Зевса от Ио, и происходили таким образом от первых царей Аргоса.
В древнегреческой мифологии её дети входили в число Египтиад, пятьдесят сыновей царя Египта, женившихся на данаидах против их воли и убитых ими. Тела сыновей Египта похоронены в Лерне, где произошло их убийство, а головы похоронены близ акрополя Аргоса.